# Foggia Airfield Complex

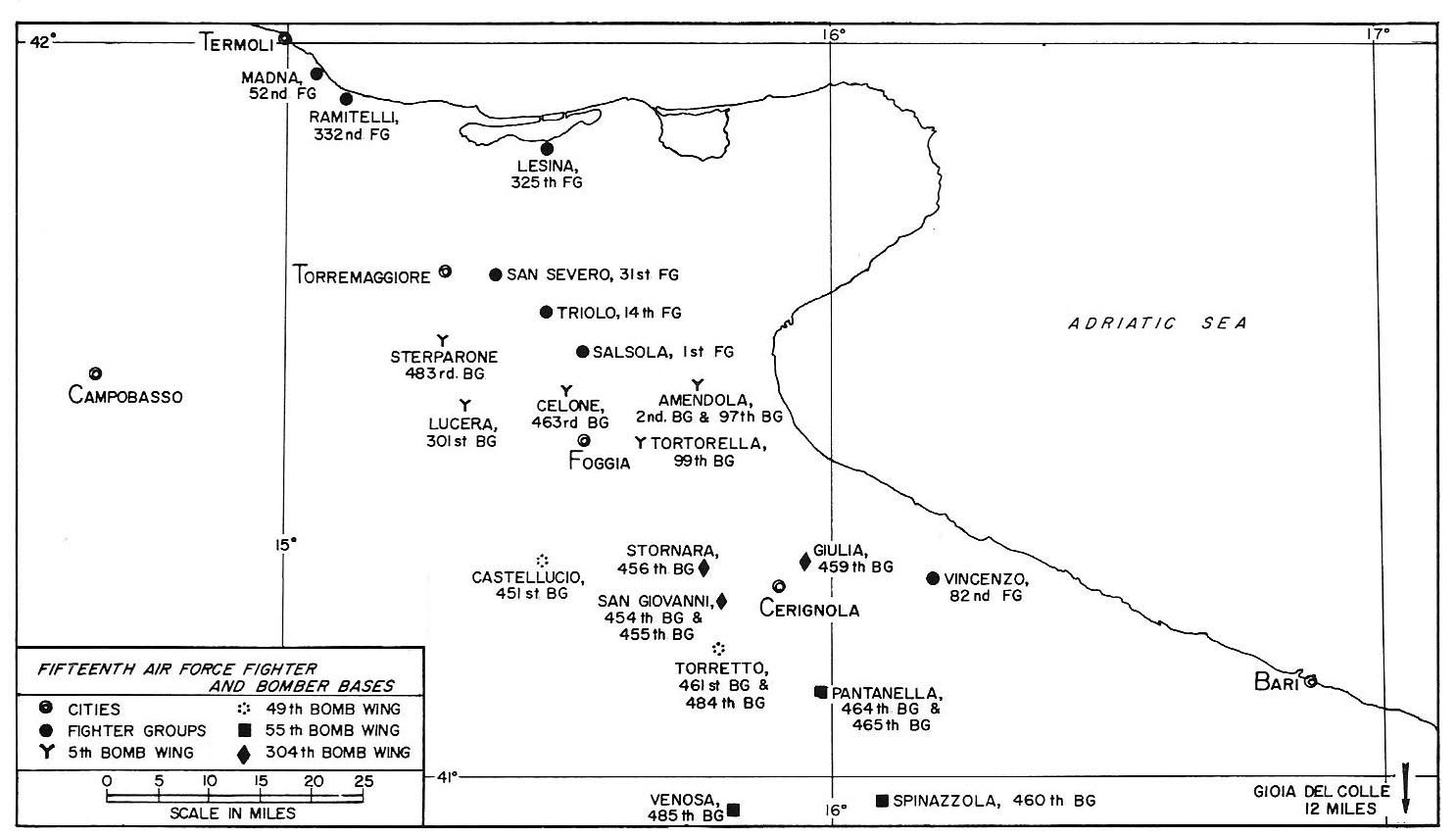
Von den US Army Air Forces genutzte Flugfelder von Foggia, 1944

Foggia Airfield Complex war im Zweiten Weltkrieg die von den Alliierten verwendete und bis heute bekanntere Bezeichnung für mehr als 30 Militärflugplätze und Feldflugplätze in der süditalienischen Provinz Foggia und in angrenzenden Gebieten. Etliche dieser Flugplätze wurden bereits im Ersten Weltkrieg eingerichtet. Nach dem Zweiten Weltkrieg wurden sie fast alle aufgegeben. Heute besteht nur noch der zivile Flughafen Foggia und der Militärflugplatz Amendola.

## Geschichte
Die weiten Ebenen des Tavoliere delle Puglie im Norden Apuliens wurden bereits in den Anfängen der italienischen Militärluftfahrt als besonders geeignet für die Anlage von Militärflugplätzen angesehen. Die ersten Flugplätze in der Region dienten im Ersten Weltkrieg in erster Linie als Stützpunkte für Einsätze über der Adria und dem Balkan sowie für Ausbildungszwecke. Ab 1917 wurden in Foggia unter dem Kommando des späteren Bürgermeisters von New York, Fiorello LaGuardia, rund 400 US-Piloten unter anderem auf italienischen Bombern vom Typ Caproni Ca.3 ausgebildet. Auch nach dem Ersten Weltkrieg dienten einige der Flugplätze in erster Linie der Pilotenausbildung, im Rahmen eines besonderen Abkommens auch zur Ausbildung von Piloten der neuen deutschen Wehrmacht. Der heute zivile Flughafen Foggia wurde ab 1922 zivil mitgenutzt.
Im Zweiten Weltkrieg dienten die Flugplätze italienischen und deutschen Verbänden für Militäroperationen auf dem Balkan. Die deutsche Luftwaffe erprobte in der Region unter anderem die ferngelenkte Bombe Fritz X. Nach dem Waffenstillstand von Cassibile wurden die durch schwere alliierte Luftangriffe verwüsteten Flugplätze Anfang September 1943 vorübergehend von der deutschen Luftwaffe übernommen und kurz darauf von alliierten Invasionstruppen besetzt. Insbesondere das United States Army Corps of Engineers richtete die Flugplätze wieder her oder baute neue, oft unter Verwendung von Sandblechen. Die britische Royal Air Force sowie US-Verbände der 15th Air Force nutzten die Flugplätze bis 1945 für ihre Combined Bomber Offensive gegen Ziele in Norditalien, Südfrankreich, Süddeutschland, Österreich und auf dem Balkan.
Die ehemaligen Flugfelder von Foggia werden seit dem Ende des Krieges überwiegend landwirtschaftlich genutzt. Konturen der militärischen Nutzung sind heute meist nur noch auf Luftbildern zu erkennen.

## Übersicht
Der Flughafen Bari, ehemals Hauptquartier der 15th Air Force, gehörte nicht zu den Flugfeldern von Foggia. Bei einigen Flugplätzen sind in den weiter unten angegebenen Quellen unterschiedliche Bezeichnungen zu finden. Die nachstehende Tabelle erhebt keinen Anspruch auf Vollständigkeit; sie wird schrittweise verbessert. Die Abkürzungen FG, BG und RG stehen für Fighter, Bombardment und Reconnaissance Groups (oder W für Wings) der amerikanischen Luftstreitkräfte, Sqn für Squadrons der britischen RAF oder von Commonwealth-Nationen. Bei in Klammern gesetzten Links zur Lage fehlen die genauen Koordinaten noch.
| Flugplatz                         | Lage | Einrichtung             | Nutzung                                                           | Anmerkung                                                   |
| --------------------------------- | ---- | ----------------------- | ----------------------------------------------------------------- | ----------------------------------------------------------- |
| Amendola                          | ⊙    | RA; Sept. 43, CoE       | 57 FG; 2, 97, 321 BG                                              | aktiv, 32º Stormo                                           |
| Biferno bei Campomarino           | ⊙    | Nov. 43, CoE            | RAF; SAAF; 15 AF; ICBAF                                           | auch Campomarino genannt                                    |
| Bovino                            | ()   |                         |                                                                   |                                                             |
| Canne bei Campomarino             | ⊙    | Nov. 43, CoE            | 6, 73, 241, 253, 351, 352 Sqn RAF; 20 Gp ICBAF                    |                                                             |
| Castelluccio dei Sauri            | ⊙    | Feb. 44, CoE            | 451 BG                                                            |                                                             |
| Castiglione                       | ()   |                         |                                                                   |                                                             |
| Celone bei Foggia                 | ⊙    | RA; Feb. 44, CoE        | I., II./LG 1, I., III./KG 6 / 463 BG                              | mit San Nicola d’Arpi verbunden; Foggia Satellite 1 genannt |
| Cerignola                         | ⊙    | RA                      | 57 FG; 97, 301, 304, 456 BG                                       |                                                             |
| Fandetta                          | ⊙    | RA                      |                                                                   | auch Foggia Satellite 4 genannt                             |
| Gino Lisa                         | ⊙    | RA                      | 57, 79, 325 FG; 306 FW; 2, 12, 340 BG; 5, 57 BW                   | Foggia Süd und Foggia Main genannt; heute ziviler Flughafen |
| Giulia bei Cerignola              | ⊙    | Jan. 44, CoE            | 459 BG                                                            | auch Cerignola Satellite 1                                  |
| Giuliani                          | ()   |                         |                                                                   |                                                             |
| Lesina                            | ⊙    | Feb. 44, CoE            | 1, 14, 52, 82, 325 FG; 306 FW                                     |                                                             |
| Lucera bei Foggia                 | ⊙    | Lw; Feb. 44, CoE        | I./LG 1, II./JG 77, II., III./JG 53 / 306 FW; 332 FG; 301 BG      | auch Foggia Satellite 12                                    |
| Lupara                            | ()   |                         |                                                                   |                                                             |
| Madna bei Campomarino             | ⊙    | Nov. 43, CoE            | 52, 79 FG                                                         | (eigentlich Madana)                                         |
| Morin                             | ⊙    | RA                      |                                                                   | auch Foggia Satellite 5                                     |
| Nocelli                           | ()   |                         |                                                                   |                                                             |
| Nuova (Cliternia) bei Campomarino | ⊙    | Nov. 43, CoE            | 12, 15th AF; RAF; 9, 101 Gp ICBAF                                 |                                                             |
| Orta Nova                         | ⊙    |                         |                                                                   | auch Borgo Mezzanone genannt                                |
| Palata                            | ⊙    |                         | 10, 20, 101 Gp ICBAF; 241 Sqn RAF; 1, 2, 4 Sqn SAAF               |                                                             |
| Palimori                          | ()   |                         |                                                                   |                                                             |
| Pantanella bei Cerignola          | ⊙    | März 44, CoE            | 464, 465 BG                                                       |                                                             |
| Passo Breccioso                   | ()   |                         |                                                                   |                                                             |
| Pellegrini                        | ()   |                         |                                                                   |                                                             |
| Posta Augello                     | ()   |                         |                                                                   | auch Foggia Satellite 8                                     |
| Radogna                           | ⊙    |                         |                                                                   | auch Foggia Satellite 6                                     |
| Ramitelli bei Campomarino         | ⊙    | Feb. 44, CoE            | 332 FG                                                            |                                                             |
| Regina                            | ()   |                         |                                                                   | auch Foggia Satellite 6                                     |
| Salsola                           | ⊙    | RA; Nov. 43, CoE        | III./KG 54 / 1 FG                                                 | auch Schifata, Schifara, Foggia Satellite 3                 |
| Sant’Andrea                       | ()   |                         |                                                                   | auch Foggia Satellite 10                                    |
| San Giovanni bei Cerignola        | ⊙    | Jan. 44, CoE            | 454, 455 BG                                                       |                                                             |
| Santa Giusta                      | ⊙    | RA                      |                                                                   |                                                             |
| San Nicola d’Arpi                 | ()   |                         |                                                                   | auch Foggia Nord, Filiasi, Foggia Satellite 1 genannt       |
| San Severo                        | ⊙    | 42, Lw; Sept. 43, CoE   | IV./JG 3, I./JG 53, I./JG 77 / 31 FG, 3, 5 RG; 90 RW; 680 Sqn RAF |                                                             |
| Spinazzola                        | ⊙    | Jan. 44, CoE            | 55, 305 BW; 460 BG                                                |                                                             |
| Sterparone                        | ⊙    | CoE, ab Sept. 43        | 483 BG                                                            |                                                             |
| Stornara bei Cerignola            | ⊙    | Jan. 44, CoE            | 456 BG                                                            |                                                             |
| Torre dei Junchi bei San Severo   | ⊙    |                         |                                                                   |                                                             |
| Torremaggiore                     | ()   |                         |                                                                   |                                                             |
| Torretta bei Cerignola            | ⊙    | Dez. 43, CoE            | RAF; 461, 484 BG                                                  | auch Cerignola Satellite 3                                  |
| Tortorella bei Foggia             | ⊙    | 41, RA/Lw; Dez. 43, CoE | I.–III./KG 76, III./KG 54 / 99 BG; 205 Gp. RAF                    | auch Foggia Satellite 2                                     |
| Trinitapoli                       | ()   |                         |                                                                   |                                                             |
| Triolo (Amendola) bei San Severo  | ⊙    | RA                      |                                                                   | Foggia Satellite 9                                          |
| Triolo (Zanotti) bei San Severo   | ⊙    | RA, CoE                 | 14, 31 FG                                                         | Foggia Satellite 7                                          |
| Venosa                            | ⊙    | März 44, CoE            | 485 BG                                                            |                                                             |
| Vincenzo bei Barletta             | ⊙    | Sept. 43, CoE           | 1, 82, 325 FG; 47, 321 BG                                         | auch Foggia Satellite 11                                    |

## Bilder

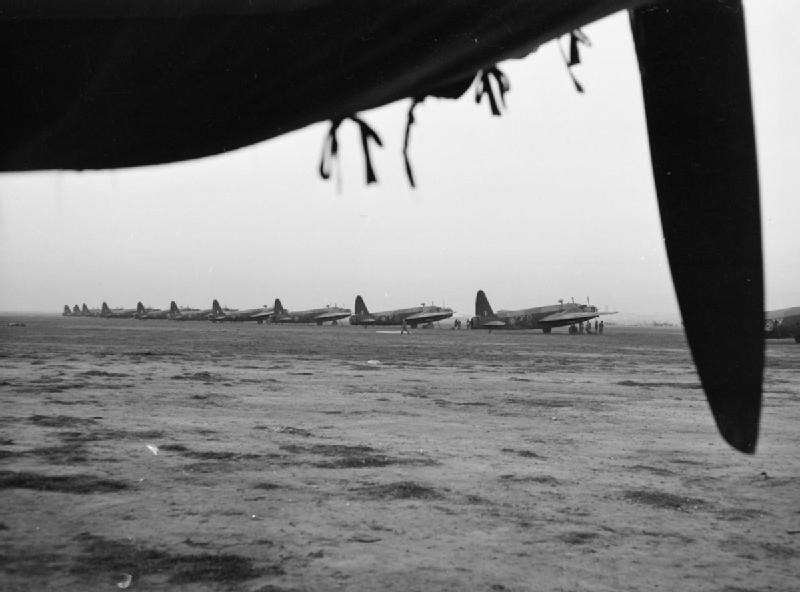
Vickers Wellington, Foggia Main
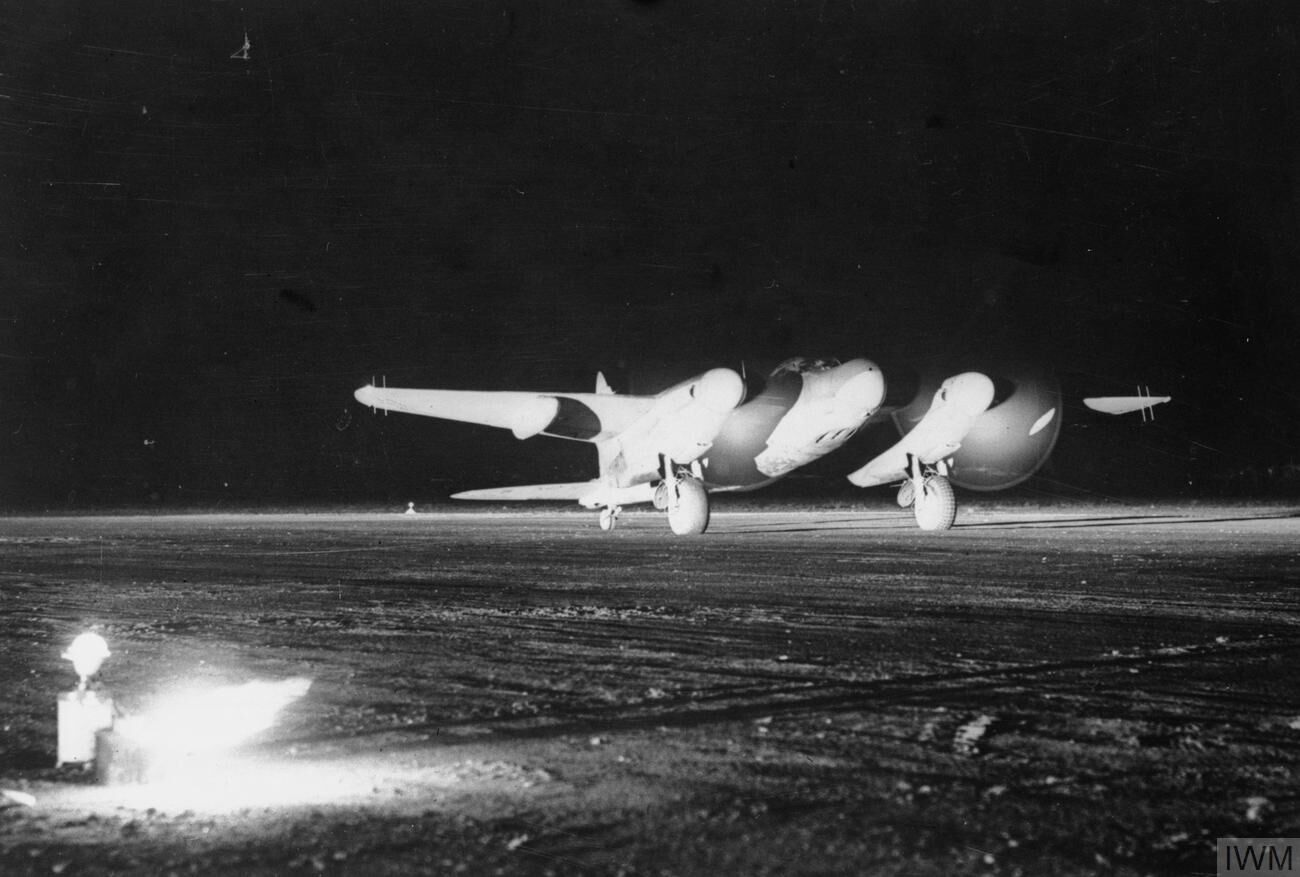
Foggia Main, 1944
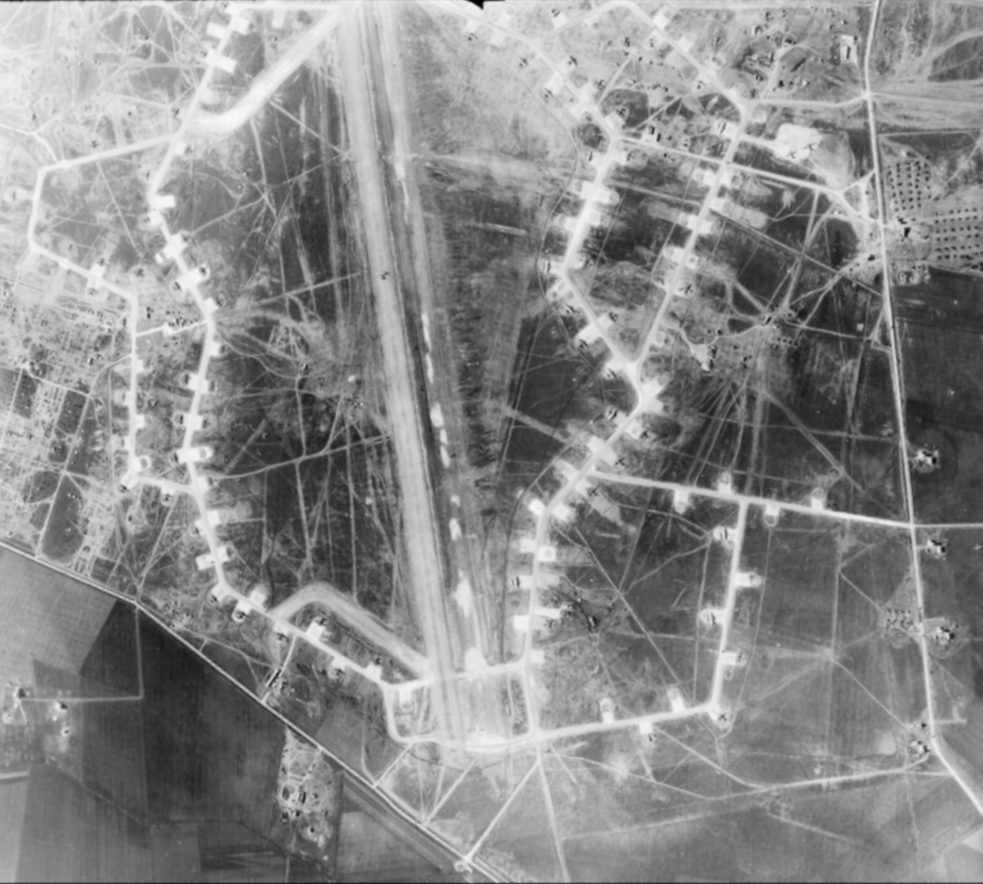
Flugplatz Tortorella, 1945
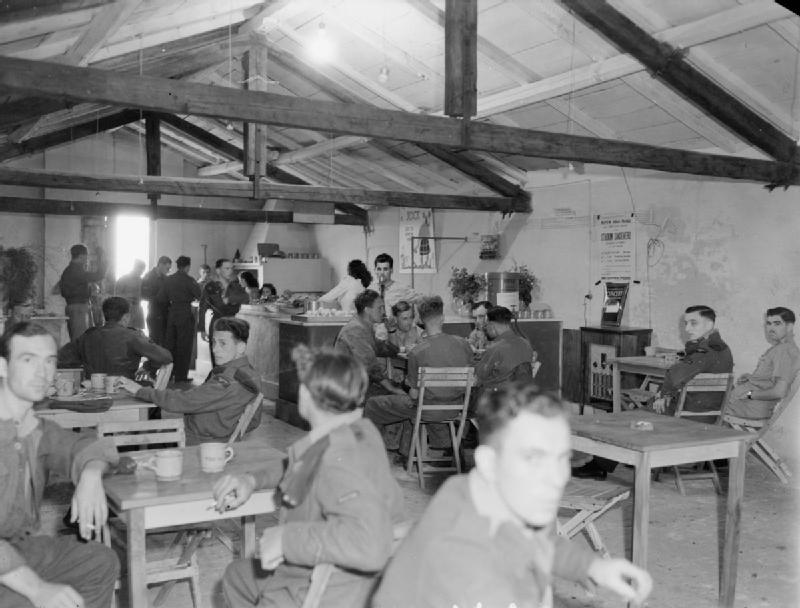
Talbot House Club, San Severo